# Molnárvágása
Molnárvágása (1899-ig Mlinarócz, szlovákul: Mlynárovce) község Szlovákiában, az Eperjesi kerület Felsővízközi járásában.

## Fekvése
Felsővízköztől 11 km-re délnyugatra, az Alacsony-Beszkidekben 290 m magasan fekszik.

## Története
A falu a 14. században a radomai uradalom területén keletkezett. 1414-ben „Molnarwagasa” néven említik először. 1427-ben 30 adózó portája volt, ekkor a Cudar család makovicai uradalmához tartozott. 1787-ben 60 házában 417 lakost számláltak.
A 18. század végén Vályi András így ír róla: „MLINARÓCZ. Mlinarovce. Orosz falu Sáros Várm. földes Ura G. Szirmay Uraság, lakosai többen ó hitűek, fekszik Bártához 1 1/2 órányira, határja hegyes, és soványas.”
1828-ban 54 háza volt 415 lakossal. Lakói főként mezőgazdasággal, állattartással, erdei munkákkal foglalkoztak.
Fényes Elek 1851-ben kiadott geográfiai szótárában így ír a faluról: „Mlinarocz, orosz falu, Sáros vmegyében, a makoviczi uradalomban, Kurima fil., 23 rom., 384 görög kath., 5 zsidó lak. Gör anyaszentegyház. Ut. p. Orlik.”
A 19. század második felében többen kivándoroltak. Az első világháború során a falu súlyos károkat szenvedett, lakói közül sokan elmenekültek. 1920 előtt Sáros vármegye Felsővízközi járásához tartozott.
Ma lakói többnyire a környék üzemeiben dolgoznak.

## Népessége
| Év:            | 1994. | 2004.   | 2014.   | 2024.   |
| -------------- | ----- | ------- | ------- | ------- |
| Emberek száma: | 227   | 233     | 216     | 221     |
| Eltérés:       |       | +2,64 % | -7,29 % | +2,31 % |

| Év:            | 2023. | 2024.   |
| -------------- | ----- | ------- |
| Emberek száma: | 215   | 221     |
| Eltérés:       |       | +2,79 % |

1910-ben 347, túlnyomórészt ruszin lakosa volt.
2001-ben 228 lakosából 217 szlovák és 10 ruszin volt.
2011-ben 221 lakosából 204 szlovák és 12 ruszin.

## Nevezetességei
- Görögkatolikus temploma 1877-ben épült.
- Kápolnája 1890-ben épült.